# 横浜女子中学生集団飛び降り自殺事件
横浜女子中学生集団飛び降り自殺事件（よこはまじょしちゅうがくせいしゅうだんとびおりじさつじけん）は、1982年に神奈川県横浜市で3人の女子中学生が集団で飛び降り自殺した事件。

## 事件の経緯
1982年12月24日のクリスマス・イヴの夜7時10分頃、横浜市磯子区の国電磯子駅近くのビルから、岡村中学3年生の女子生徒3人が次々と飛び降り自殺を行った。
自殺したA（14歳）は3年5組、B（14歳）とC（15歳）は3年6組に在籍していた。この日、中学の終業式を終えた3人は一旦それぞれの自宅に戻った。その後3人は午後1時ごろ磯子駅に集合すると、Aの同級生2人と計5人で根岸線に乗って大船駅まで行き、そこから湘南モノレールで湘南海岸まで赴いて遊んだ。6時半頃に磯子駅まで戻ると、3人は同級生2人と別れた。同級生の話によれば、この時点では3人とも元気そうで、自殺するような気配はまるで見られなかったという。
その後、7時過ぎに3人は駅近くのビルに入り込んでエレベーターに乗り屋上まで向かった。この際に3人はビルの住人に目撃されているものの、声をかけられることはなかった。屋上は入居者の洗濯物干し場として利用されており、誰でも出入りできる状態だった。屋上南側には高さ1.8メートルの金網フェンスが張り巡らされていたものの、1ヵ所だけ幅約70センチほど破かれていた。3人はそこを潜って屋上テラスに出ると、AとBがまず飛び降り、少し間をおいてからCが飛び降りた。この時、ビルの脇を通りかかった通行人が鈍い落下音を聞きつけた。辺りを見渡すと少女3人が倒れていたことからビルの住人を通して磯子警察署に連絡したが、AとBは即死、Cは病院に収容されたものの、そこで死亡した。
住民によると、住宅前に二人の少女（AとB）が口から血を流して倒れており、近づこうとすると、上からもう一人の女性（C）が落ちてきたという。
また、Aは二人から約一メートル離れた所で歩道のグリーンベルトに頭を乗せる格好で倒れ、ほとんど息はなかった。
なお、屋上にはBがいつも身に付けていたという川崎大師の学業成就のお守りと学生証が残されていたが、遺書は見当たらなかった。

## 自殺の動機
AとBは同じ磯子小学校出身で自宅がかなり近かったこともあり、中学になってクラスが分かれても一緒に登下校しており、また、よく遊びに出かけてもいた。
3人は高校受験を控えていたが、Aは県立高校と私立高校、Bは横浜市内の私立高校受験が決まっており、合格も間違いないとみられていた。また、Cは鶴見区の私立高校への推薦入学が決まっていた。
この事態に岡村中学の校長Tは、｢3人とも成績は普通で今の実力なら進学はできたはず。進路指導にも問題はなかった。なぜ自殺したのか全くわからない｣と話した。
また、3年6組の担任である教師Hは、｢終業式が終わり、BとCが帰る際、Cに成績が上がってよかったねと声を掛けたら、ニコニコしながら帰っていった。BもCもごく普通の子。何も思い当たることはない｣と述べた。
友達や近所の住民も、｢あんな明るい子がどうして。全く心当たりがない｣と語った。
磯子警察署によれば、自殺した3人が磯子駅で友達2人と別れてからビルに入り込むまでに約40分の空きがあったことから、この間に3人のうちの1人が悩み事を打ち明けて、それに2人が同情して自殺の相談がまとまったではないかと推測した。
また、ある友達の話によれば、3人のうちの1人は男友達とのことで悩んでいたという。その女生徒の自宅からは男友達との交換日記らしいメモも見つかった。それは男言葉で書かれており、総じて支離滅裂な走り書きだったが、男友達に関する悩みとともに、両親の離婚話が持ち上がっていたことへの悩みも見て取れたという。さらには、死に憧れているとも受け取れる英文が見出された。